# Stefano Benassi
Stefano Benassi (Suzzara, 26 dicembre 1957) è un doppiatore, direttore del doppiaggio e attore italiano.

## Biografia
Laureatosi in ingegneria nucleare nel 1982, divenne noto soprattutto per aver prestato la voce a Patrick Dempsey in Grey's Anatomy, a Kyle MacLachlan ne I segreti di Twin Peaks, a Christoph Waltz in Bastardi senza gloria, Django Unchained, Spectre e No Time to Die, a Colin Firth nella trilogia de Il diario di Bridget Jones e in A Christmas Carol, a Damon Wayans nella sitcom Tutto in famiglia, a Martin Sheen in Apocalypse Now Redux . Doppiò anche molti attori tra cui Josh Lucas, Tim Robbins, Robert Downey Jr., Gary Oldman, Gerard Butler e Jim Carrey.

## Vita privata
Sposò in prime nozze l'attrice e doppiatrice Chiara Salerno (figlia degli attori e doppiatori Enrico Maria Salerno e Valeria Valeri), da cui ebbe due figlie, Isabella e Veronica, entrambe doppiatrici. Dopo aver divorziato passò a nuove nozze con l'attrice e doppiatrice Nunzia Di Somma, che gli diede due figli, Vittoria e Nelson.

## Filmografia

### Cinema
- Maniaci sentimentali, regia di Simona Izzo (1994)
- Il ferro da stiro, regia di Giuseppe Petitto – cortometraggio (2008)
- Sicilia di sabbia, regia di Massimiliano Perrotta – cortometraggio (2011)

### Televisione
- La piovra 2 – miniserie TV, 1 episodio (1986)
- Una donna per amico – serie TV (1998)
- I giudici - Excellent Cadavers, regia di Ricky Tognazzi – film TV (1999)
- Per amore – miniserie TV (2002)
- Lo zio d'America – serie TV, 8 episodi (2002)
- Un caso di coscienza – serie TV, episodio La quarta parete (2003)
- Noi – miniserie TV, 4 episodi (2004)
- Provaci ancora prof! – serie TV, 4 episodi (2005)
- Ricomincio da me – miniserie TV (2005)
- Fratelli Detective – serie TV, episodio 1x08 (2011)
- Crossing Lines – serie TV, episodio La lunga strada verso casa (2014)
- I Medici - Lorenzo il Magnifico (Medici: The Magnificent) – serie TV, episodi 2x03, 2x04 (2018)

## Doppiaggio

### Film
- Christoph Waltz in Bastardi senza gloria, Django Unchained, The Zero Theorem - Tutto è vanità, Come ammazzare il capo 2, Spectre, The Legend of Tarzan, Downsizing - Vivere alla grande, Alita - Angelo della battaglia, Georgetown, Rifkin's Festival, No Time to Die, The French Dispatch of the Liberty, Kansas Evening Sun, Morto per un dollaro, The Portable Door
- Josh Lucas in Il mistero dell'acqua, A Beautiful Mind, Tutta colpa dell'amore, Hulk, Glory Road - Vincere cambia tutto, Stolen, L'ottava nota - Boychoir, Hide Away, Dear Eleanor, La donna più odiata d'America, The Secret - La forza di sognare
- Colin Firth in La mia vita fino ad oggi, Il diario di Bridget Jones, Hope Springs, Che pasticcio, Bridget Jones!, Magic in the Moonlight, Bridget Jones's Baby, Il ritorno di Mary Poppins
- Woody Harrelson in Hunger Games, Il fuoco della vendetta - Out of the Furnace, Hunger Games - La ragazza di fuoco, Hunger Games - Il canto della rivolta - Parte 1, Hunger Games - Il canto della rivolta - Parte 2, Highwaymen - L'ultima imboscata, Kate, The Man from Toronto
- Crispin Glover in Bartleby, Il sogno di Calvin, Dead Sexy - Bella da morire, Alice in Wonderland, The Brits Are Coming - La truffa è servita, Smiley Face Killers
- Patrick Dempsey in Come d'incanto, Un amore di testimone, Transformers 3, Come per disincanto - E vissero infelici e scontenti, Thanksgiving, Ferrari
- John Hannah in La mummia, I'm with Lucy, La mummia - Il ritorno, La mummia - La tomba dell'Imperatore Dragone, Scorched Earth - Cacciatrice di taglie
- Tim Robbins in Jungle Fever, America oggi, Le ali della libertà, Mister Hula Hoop
- Greg Kinnear in Bad News Bears - Che botte se incontri gli Orsi, Flash of Genius, Anchorman 2 - Fotti la notizia, Brian Banks - La partita della vita
- Ben Mendelsohn in Rogue One: A Star Wars Story, L'ora più buia, Captain Marvel, Spider-Man: Far from Home
- Gary Oldman in Rosencrantz e Guildenstern sono morti, L'isola dell'ingiustizia - Alcatraz, La lettera scarlatta
- Owen Wilson in Una notte al museo, Una notte al museo 2 - La fuga, Notte al museo - Il segreto del faraone
- Robert Downey Jr. in Restoration - Il peccato e il castigo, Conflitto d'interessi, In Dreams
- Ralph Fiennes in The King's Man - Le origini, The Forgiven, The Menu,  Conclave
- Hank Azaria in Amiche per sempre, Amore & altri rimedi, Hop
- Gerard Butler in Il fantasma dell'opera, P.S. I Love You
- Paddy Considine in In America - Il sogno che non c'era, Cinderella Man - Una ragione per lottare
- Barry Pepper in The Lone Ranger, La regola del gioco
- Bob Odenkirk in The Spectacular Now, The Post
- John Hawkes in American Gangster, Contagion, Lincoln
- Daniel Craig in Era mio padre, Munich
- Robert Carlyle in L'insaziabile, Le ceneri di Angela
- Peter Capaldi in The Suicide Squad - Missione suicida
- Christian Slater in Nome in codice: Broken Arrow
- Thomas Kretschmann in Operazione Valchiria
- David Thewlis in Wonder Woman
- Christopher Eccleston in Thor: The Dark World
- Hugo Weaving in Wolfman
- Michael Keaton in Dumbo
- Clive Owen in Shoot 'Em Up - Spara o muori!
- Roger Allam in Storia di una ladra di libri
- Jeffrey Dean Morgan in The Resident
- Jim Carrey in Il Grinch
- Matthew Modine in Bionda naturale, Backtrace
- Zach Galifianakis in Birdman
- Tony Goldwyn in Oppenheimer
- Timothy Hutton in French Kiss
- Leonardo Sbaraglia in Red Lights
- Robin Thomas in Due amiche esplosive
- Mark Strong in Robin Hood
- Lance Kinsey in Il silenzio dei prosciutti
- John McEnroe in Wimbledon
- Michael Massee in Il corvo - The Crow
- Ivan Shvedoff in Mission: Impossible - Protocollo fantasma
- Dylan McDermott in Noi siamo infinito
- Peter Wingfield in X-Men 2
- Michael Madsen in Getaway
- Paul Rudd in Mute
- Gregory Sporleder in Mezzo professore tra i marines
- Andreas Pietschmann in Belle & Sebastien
- Michael Urie in Beverly Hills Chihuahua
- Patrick O'Neal in Svalvolati on the road
- Richard Swingler in E.T. l'extra-terrestre
- James Patrick Stuart in È complicato
- Richard Dixon in Les Misérables
- Dominic West in Chicago
- Peter Hosking in Un grido nella notte
- Joe Urla in Rivelazioni
- Ray Liotta in Una moglie per papà
- Louis-Do de Lencquesaing in Taj Mahal
- Nejat Isler in Rosso Istanbul
- Rafael Ferro in La rapina del secolo
- Thomas Hanzon in Red Dot
- Giampiero Judica in Time Is Up
- Melvil Poupaud in Jeanne du Barry - La favorita del re
- Christopher Eccleston ne La ragazza del mare
- Richard Lawson in Divorzio in nero
- Tim McInnerny ne Il gladiatore II
- Richard Roxburgh in Eden

### Film d'animazione
- Palla di Neve in La fattoria degli animali
- Lush in Due cuccioli nella savana
- Furlough in Le avventure del topino Despereaux
- Fred in A Christmas Carol
- Stefano in Madagascar 3 - Ricercati in Europa
- Il re di Arendelle in Frozen - Il regno di ghiaccio
- Lord Gorgon-Zole in Boxtrolls - Le scatole magiche
- Simon Cowbell in Postino Pat - Il film
- Tutti i personaggi tranne Michael e Lisa in Anomalisa
- Raiden in Kubo e la spada magica
- Winston Deavor in Gli Incredibili 2
- Il lupo ne Il ritorno di Mary Poppins
- Carlos in Hop
- Mr. Burnish ne Il piccolo yeti
- Archie in Trollhunters - L'ascesa dei Titani
- Conte Volpe in Pinocchio di Guillermo del Toro

### Serie televisive
- Peter Gallagher in Covert Affair
- Kyle MacLachlan in I segreti di Twin Peaks, Fuoco cammina con me, Sex and the City, The Good Wife, Agents of S.H.I.E.L.D.
- Patrick Dempsey in Grey's Anatomy, La verità sul caso Harry Quebert, Diavoli
- David Thewlis in Fargo, Landscapers - Un crimine quasi perfetto
- Charles Mesure in Complice la notte, Desperate Housewives, Made in Jersey
- Peter Krause in Parenthood, The Catch, 9-1-1
- Matthew Modine in Stranger Things, Zero Day, Sorelle sbagliate
- Michael Rapaport in Boston Public, Atypical
- Rufus Sewell in L'uomo nell'alto castello, The Diplomat
- Goran Višnjić in Timeless, Timeless: The Movie
- John Wesley Shipp in Flash, The Flash
- Paul Feig in Sabrina, vita da strega
- Julian McMahon in FBI, FBI: Most Wanted
- Bob Odenkirk in Fargo
- Scott Patterson in Una mamma per amica
- Crispin Glover in American Gods
- Kevin McKidd in Roma
- Ulrich Thomsen in Banshee - La città del male
- Michael Nyqvist in Zero Hour
- Anthony Stewart Head in Buffy l'ammazzavampiri
- Zach Galifianakis in Tru Calling
- David Caruso in NYPD Blue
- Fırat Tanış in Another Self
- Damon Wayans in Tutto in famiglia
- Christian Slater in Alias
- Robert Carlyle in Il giovane Hitler, La guerra dei mondi
- José Coronado in Il Principe - Un amore impossibile
- Luke Perry in Major Crimes
- Mark Valley in CSI - Scena del crimine
- David Costabile e Max Beesley in Suits
- Tom Verica in Le regole del delitto perfetto
- Tim Robbins in The Brink
- Roland Møller in Land of Mine - Sotto la sabbia
- Holt McCallany in Mindhunter
- Todd Stashwick in Kim Possible
- Sebastian Roché in The Vampire Diaries
- Juan Fernández in Inés dell'anima mia
- Ethan Hawke in Moon Knight
- Colm Feore in For All Mankind
- Éric Elmosnino in Zorro
- Ben Mendelsohn in Secret Invasion
- Chris Parnell in Fallout
- Jere Burns in Morte e altri dettagli
- John Ortiz in Will Trent
- Gabriel Martín Fernández in L'eternauta

### Telenovelas
- Osvaldo Laport in Milagros, Renzo e Lucia - Storia d'amore di un uomo d'onore, Piccola Cenerentola
- Alejo García Pintos in La forza dell'amore

### Cartoni animati
- Machine Head in Invincible
- Dottor Destino in Avengers Assemble, Hulk e gli agenti S.M.A.S.H.
- Vic in F Is for Family
- Sig. Tickle ne Il circo di Jojo
- Janja in The Lion Guard